# Airdrop Peak
Airdrop Peak är en bergstopp i Antarktis. Den ligger i Östantarktis. Nya Zeeland gör anspråk på området. Toppen på Airdrop Peak är 890 meter över havet, eller 611 meter över den omgivande terrängen. Bredden vid basen är 6,0 km.
Terrängen runt Airdrop Peak är varierad. Trakten är obefolkad. Det finns inga samhällen i närheten. 